# Henry Nevill (2e comte d'Abergavenny)
Henry Nevill, 2e comte d'Abergavenny (22 février 1755 - 27 mars 1843) est un pair britannique, appelé vicomte Nevill de 1784 à 1785.

## Biographie
Fils aîné de George Nevill (1er comte d'Abergavenny) et de son épouse Henrietta Pelham, il est né le 22 février 1755 et baptisé le 19 mars 1755 à St George's Hanover Square. Il est inscrit à Christ Church, Oxford le 29 mai 1773 et obtient son MA le 8 mars 1776.
Il envisage de se présenter pour le Monmouthshire aux élections de 1784, où l'un des députés whig en exercice, John Hanbury, est en mauvaise santé, mais il constate, en consultant Hanbury, que celui-ci a l'intention de se représenter. Nevill est également nommé, à son insu, comme candidat de Seaford un siège contrôlé par le Trésor et y est élu après un scrutin, avec Peter Parker, le 30 mars 1784. Les candidats perdants, Lewis Watson et Thomas Alves, sont soutenus par la famille Pelham, dirigée par le duc de Newcastle. Watson conteste l'élection au motif que l'huissier de justice n'a pas donné un préavis de quatre jours à l'avance et celle-ci est déclarée nulle le 21 mars 1785.
Entre-temps, le père de Nevill est créé comte d’Abergavenny le 17 mai, et comme son héritier, Henry reçoit le titre de courtoisie de vicomte Nevill. Hanbury est décédé à l’étranger en France le 6 avril, laissant un poste vacant dans le Monmouthshire. Le cousin germain de Hanbury, John Hanbury Williams (1749-1819) et Nevill se présentent tous deux comme candidats, mais Nevill obtient le soutien de Henry Somerset (5e duc de Beaufort), Lord Lieutenant du Monmouthshire et de la famille Morgan de Tredegar, et Hanbury Williams ne s'est pas présenté. Il quitte alors son siège à Seaford et est réélu sans contestation pour le Monmouthshire. Alors qu'il suivait généralement l'exemple de son beau-père, John Robinson (homme politique) (en), qui soutient l'administration de William Pitt le Jeune, il est connu pour avoir rompu avec eux sur certaines questions, telles que l'examen minutieux de l'élection de Westminster en 1784. Il ne passe pas longtemps aux Communes, car il succède à son père dans le comté du 9 avril 1785.
Il est également enregistreur de Harwich. Vers 1790, il reconstruit la vieille maison de la famille à Eridge et en fait son siège principal. En 1803 ou 1805, s'étant installé au château d'Eridge, il vend son domaine à Kidbrooke, près de East Grinstead, à Charles Abbot. Le 23 mai 1814, il est créé Chevalier du Chardon. Il est mort le 27 mars 1843 au château Eridge, et est enterré le 4 avril 1843 à East Grinstead. Ses deux fils aînés l'ayant précédé dans la tombe, sans enfants, son troisième fils, John, lui succède.

## Famille
Il épouse Mary Robinson (vers 1760-1796), fille de John Robinson, le 3 octobre 1781 et ils ont les enfants suivants:
- Mary Catherine Nevill (1783–1807)
- Henry George Nevill, vicomte Nevill (1785–1806)
- Ralph Nevill, vicomte Nevill (1786-1826)
- Henrietta Nevill (1788–1827)
- John Nevill (3e comte d'Abergavenny) (1789-1845)
- William Nevill (4e comte d'Abergavenny) (1792-1868)